# Apostolepis nigroterminata
Espèce
Apostolepis nigroterminata est une espèce de serpents de la famille des Dipsadidae.

## Répartition
Cette espèce se rencontre dans l'Est du Pérou, en Bolivie et dans l'Ouest du Brésil.

## Description
L'holotype de Apostolepis nigroterminata mesure 217 mm dont 18 mm pour la queue. Cette espèce a la face dorsale est rosâtre et présente une ligne longitudinale brun foncé. Sa nuque est marquée d'un collier jaunâtre. Sa face ventrale est blanche. L'extrémité de sa queue est noire.

## Étymologie
Son nom d'espèce, dérivé du latin nigro, « noir », et termĭnālis, « terminal », lui a été donné en référence à la couleur de sa queue.

## Publication originale
- Boulenger, 1896 : Catalogue of the snakes in the British Museum. London, Taylor & Francis, vol. 3, p. 1-727 (texte intégral).